# منتخب أنغولا لهوكي الدحرجة
منتخب أنغولا لهوكي الدحرجة (بالبرتغالية: Seleção Angolana de Hóquei em Patins Masculino‏) هو ممثل أنغولا الرسمي في المنافسات الدولية في هوكي الدحرجة
.